# 타만 아윤 사원

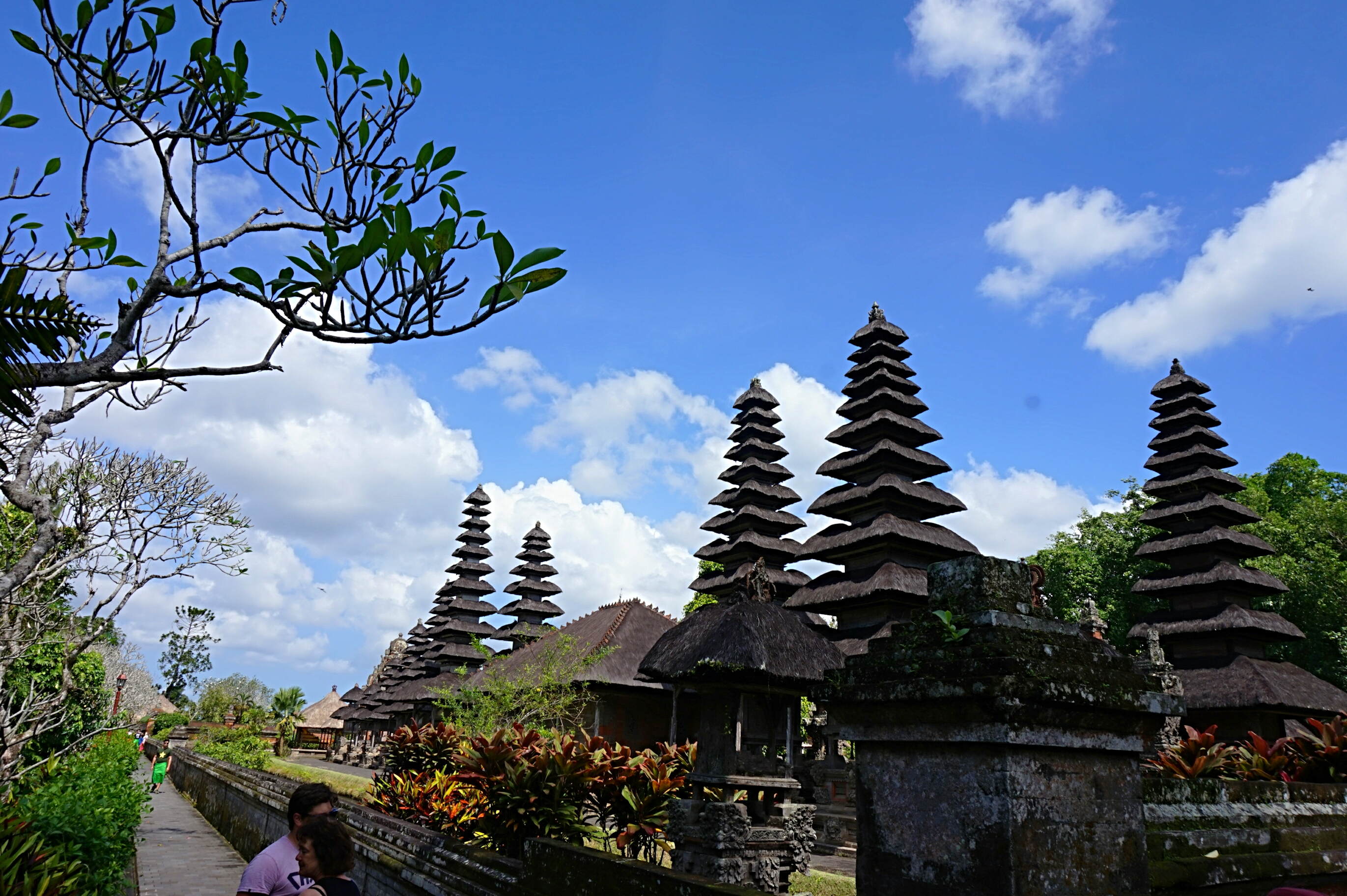
타만 아윤 사원

타만 아윤 사원(Pura Taman Ayun)은 인도네시아 발리주 바둥군의 멩위에 위치한 힌두교 사원이다. 네덜란드의 인도네시아 역사 학자 헹크 슐테 노르톨트(Henk Schulte Nordholt) 교수는 네가라 멩위(Negara Mengwi)라는 책에서 타만 아윤 사원이 1750년에 보수됐다고 썼다. 건축가는 호빈 호(Hobin Ho)라는 사람이었다고 한다.